# Galumna scaber
Galumna scaber är en kvalsterart som beskrevs av Hammer 1968. Galumna scaber ingår i släktet Galumna och familjen Galumnidae. Inga underarter finns listade i Catalogue of Life.